# Anacroneuria zamora
Anacroneuria zamora är en bäcksländeart som beskrevs av Bill P.Stark 2001. Anacroneuria zamora ingår i släktet Anacroneuria och familjen jättebäcksländor. Inga underarter finns listade i Catalogue of Life.